# Giovanni Andrea Sirani
Giovanni Andrea Sirani (Bologna, 4 settembre 1610 – Bologna, 21 maggio 1670) è stato un pittore e incisore italiano di epoca barocca, padre di Elisabetta e delle meno note Barbara e Anna Maria.

## Biografia

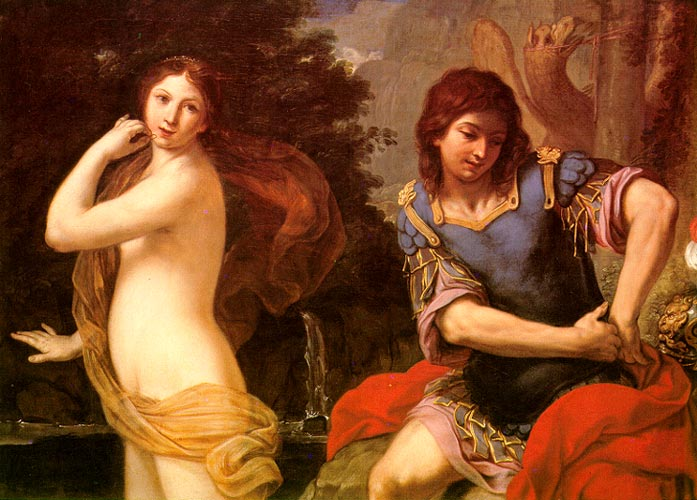
Angelica e Ruggero, olio su tela

Giovanni Andrea Sirani iniziò la propria formazione artistica attraverso un breve tirocinio nella bottega di Giacomo Cavedone, per poi entrare a far parte della scuola di Guido Reni divenendo l'allievo prediletto del pittore e del cui stile, secondo la critica, può essere considerato un epigono. Successivamente venne a contatto con l'ambiente pittorico di Bologna, nel quale primeggiavano Alessandro Tiarini, Francesco Albani e Giovanni Francesco Barbieri detto il Guercino; così, pur seguendo da vicino i moduli espressivi del suo maestro, ebbe modo di sviluppare un linguaggio artistico più personale, fino a raggiungere uno stile autonomo caratterizzato da un uso più marcato del colore.
Nel 1642, alla morte di Guido Reni, Sirani decise di fondare una propria scuola pittorica, di cui fecero parte le figlie Barbara e Anna Maria, e nella quale si distinse l'altra figlia, Elisabetta. E proprio al laboratorio di Sirani fu commissionato un importante lavoro da parte del Canonico Granchio, priore della Certosa.
Dopo una carriera artistica dedicata soprattutto alla pittura ma che lo vide anche impegnato nell'incisione, il pittore morì a Bologna nel 1670.

## Opere

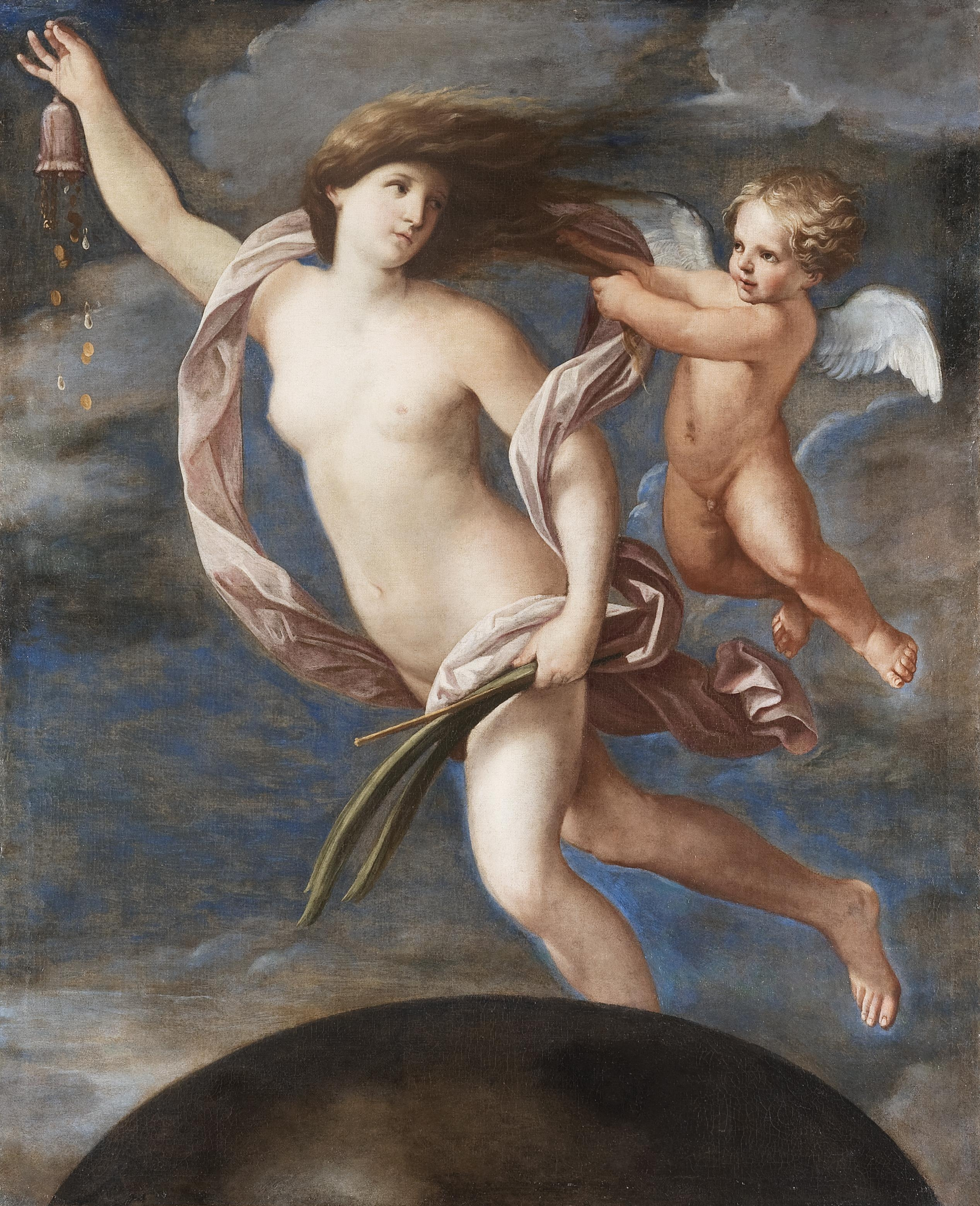
Fortuna e Amore, olio su tela

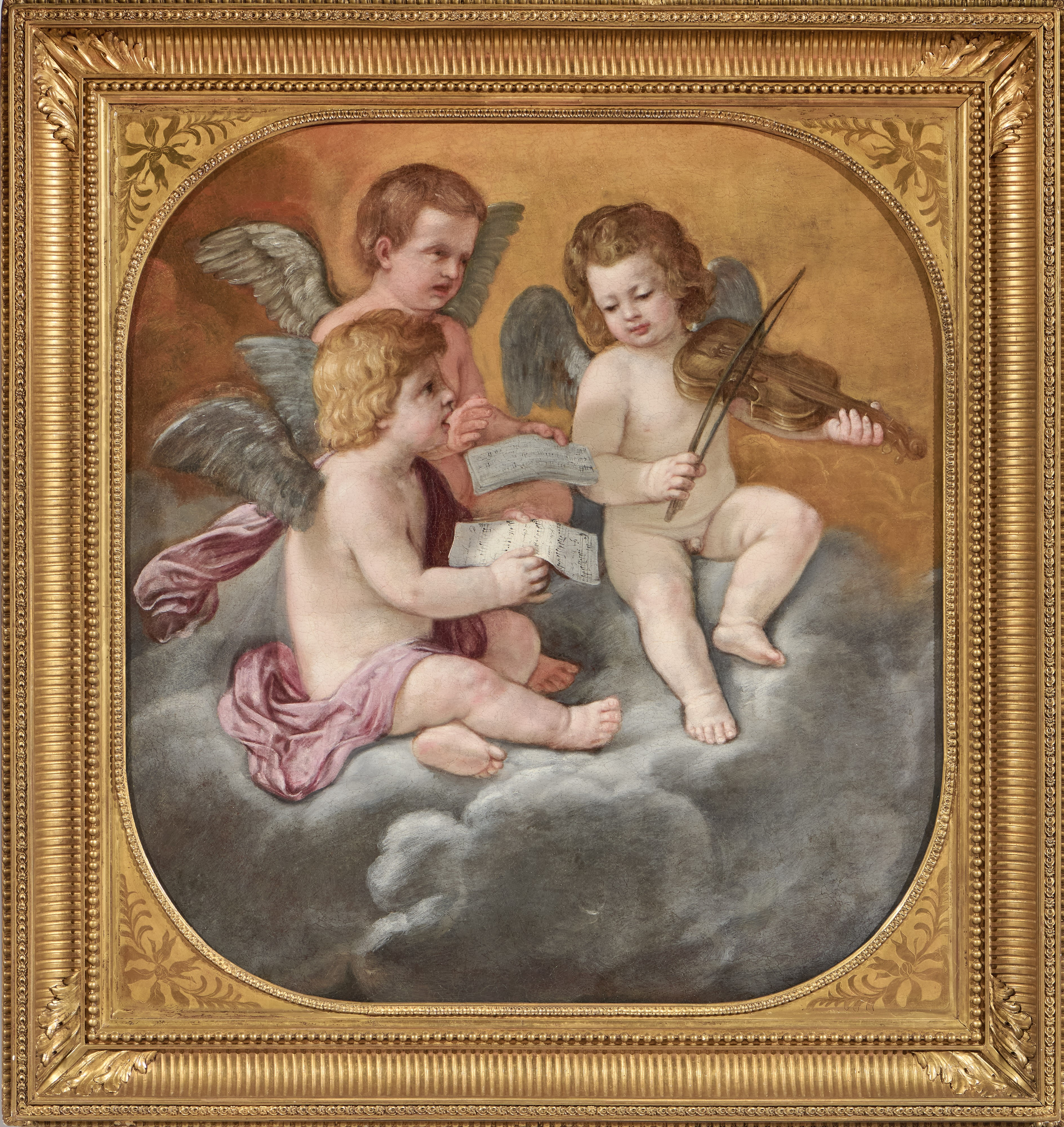
Concerto di Angeli

Le opere pittoriche di Sirani sono presenti in diverse chiese bolognesi: fra di esse, La presentazione al Tempio presso l'Oratorio dei Preti, La Vergine, ospitata nella chiesa di San Giorgio, La crocifissione, alloggiata nella chiesa di San Benedetto, L'ultima cena in San Girolamo della Certosa.
Uno dei lavori più significativi, oggetto di un restauro a causa delle crettature e dell'esposizione nei secoli alla luce prodotta da lampade a petrolio – con il conseguente strato di fumi scuri sulla tela dipinta –, è il Gesù a cena in casa del fariseo con la Maddalena adorante. Si tratta di una tela unica, delle dimensioni di cm. 373 x 488, un dipinto realizzato con una complessa procedura creativa e preceduto da studi preparatori. Eseguito a partire dal 1652, evidenzia un Sirani ormai indipendente dagli influssi artistici di Reni, e che nei lavori del suo ultimo periodo avrebbe risentito delle influenze della scuola Veneziana, avvicinandosi agli stili di Francesco Gessi e di Simone Cantarini.

### Elenco
- 1650: Concerto di Angeli
- 1635: La Terra dona a Nettuno i bulbi di tulipano